# سجاد مشایخی
سجاد مشایخی (زادهٔ ۴ اسفند ۱۳۷۲) بازیکن ایرانی پست گارد راس(پوینت گارد) بسکتبال است. او عضو تیم ملی بسکتبال مردان ایران در رده‌های پایه و بزرگسالان بوده و در تیم های باشگاهی باشگاه بسکتبال مهرام تهران ، باشگاه بسکتبال شمیدر ، باشگاه بسکتبال پالایش نفت آبادان و باشگاه بسکتبال پتروشیمی بندر امام خمینی  بازی کرده‌است. او هم‌اکنون برای باشگاه بسکتبال ذوب آهن اصفهان  در لیگ برتر بسکتبال ایران بازی می‌کند.

## نگارخانه

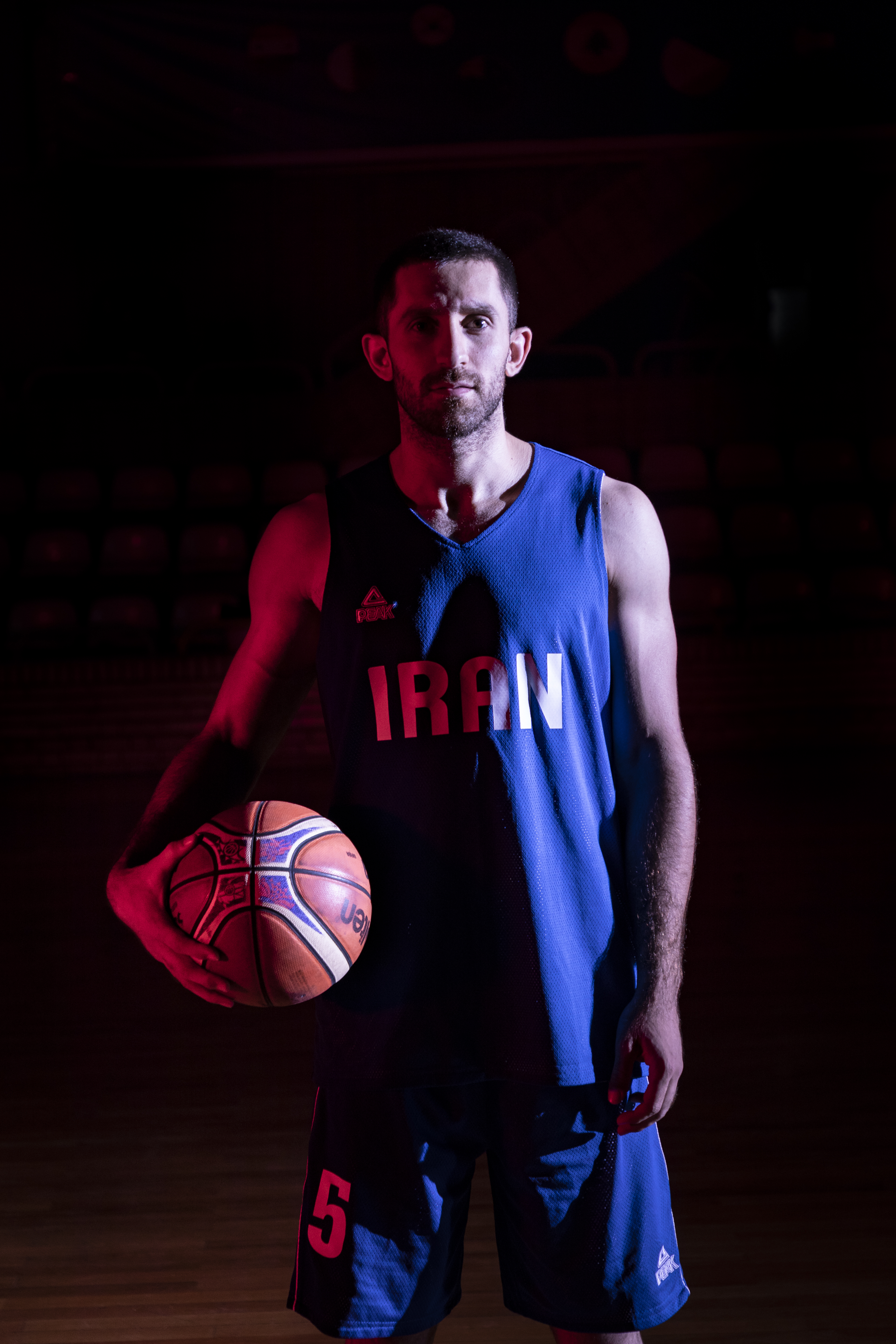
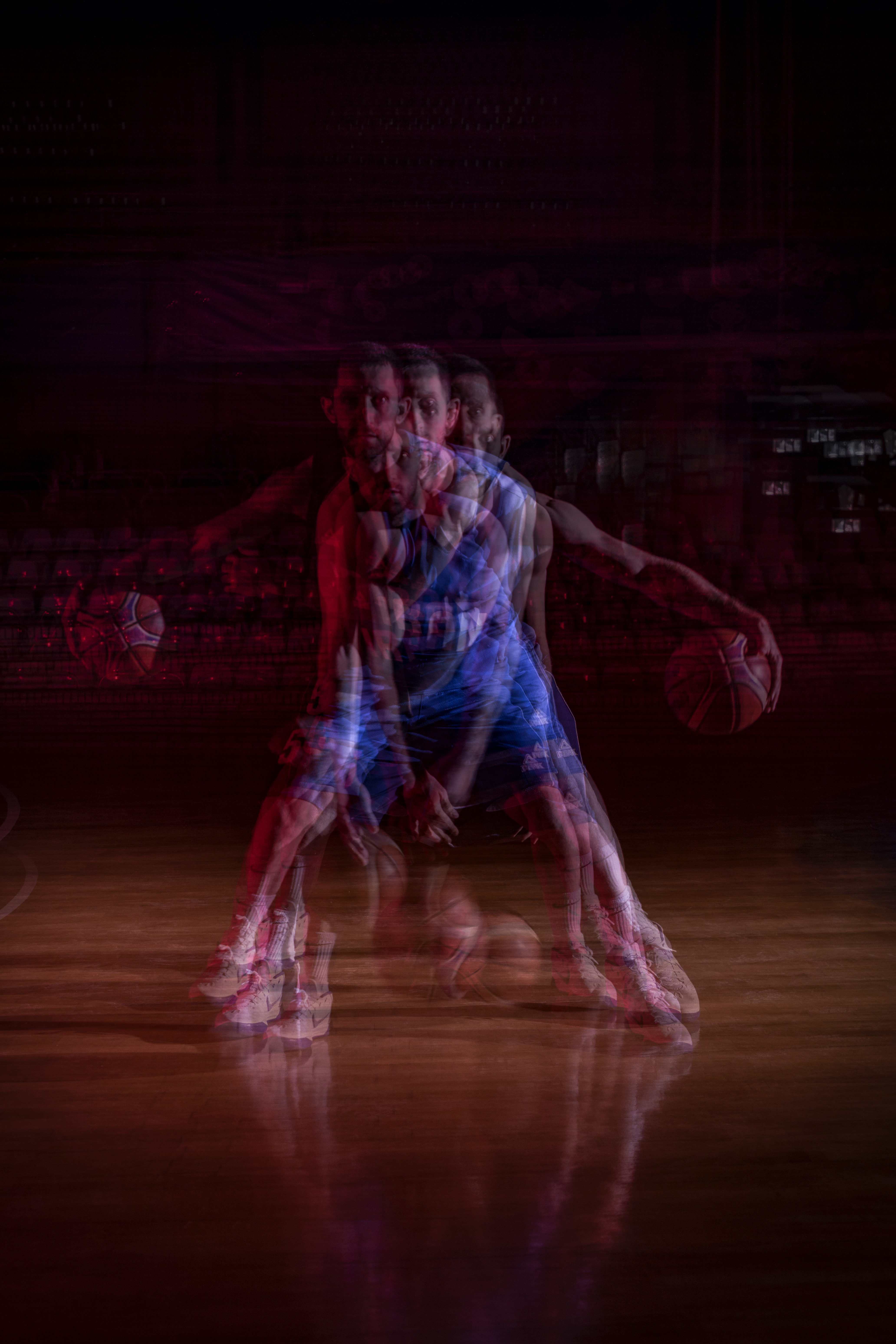